# Gloria Kotnik
Gloria Kotnik (ur. 1 czerwca 1989 w miejscowości Slovenj Gradec) – słoweńska snowboardzistka, brązowa medalistka olimpijska.

## Kariera
Po raz pierwszy na arenie międzynarodowej pojawiła się 4 grudnia 2004 roku w Nendaz, gdzie w zawodach Pucharu Europy zajęła 23. miejsce w slalomie równoległym (PSL). W marcu 2005 roku wystartowała na mistrzostwach świata juniorów w Zermatt, gdzie zajęła 35. miejsce w snowcrossie i 39. miejsce w gigancie równoległym (PGS). Jeszcze dwukrotnie startowała na imprezach tego cyklu, najlepsze wyniki osiągając na mistrzostwach świata juniorów w Bad Gastein w 2007 roku, zajmując czwarte miejsce w slalomie równoległym. Walkę o medal przegrała tam z Rosjanką Jekatieriną Iluchiną.
W zawodach Pucharu Świata zadebiutowała 7 października 2005 roku w Landgraaf, zajmując 52. miejsce w slalomie równoległym. Pierwsze pucharowe punkty wywalczyła 18 października 2005 roku w Sölden, plasując się na 49. miejscu w gigancie równoległym. Nigdy nie stanęła na podium zawodów tego cyklu. Najlepsze wyniki w Pucharze Świata osiągnęła w sezonie 2019/2020, kiedy to zajęła 14. miejsce w klasyfikacji PAR.
Na rozgrywanych w 2022 roku igrzyskach olimpijskich w Pekinie wywalczyła brązowy medal w gigancie równoległym. W zawodach tych wyprzedziły ją jedynie Czeszka Ester Ledecká i Daniela Ulbing z Austrii. Zajęła też między innymi 21. miejsce w slalomie równoległym podczas mistrzostw świata w Gangwon w 2009 roku. 

## Osiągnięcia

### Igrzyska olimpijskie
| Miejsce | Dzień     | Rok  | Miejscowość | Konkurencja       | Zwyciężczyni        |
| ------- | --------- | ---- | ----------- | ----------------- | ------------------- |
| 27.     | 26 lutego | 2010 | Vancouver   | Gigant równoległy | Nicolien Sauerbreij |
| 24.     | 19 lutego | 2014 | Soczi       | Gigant Równoległy | Patrizia Kummer     |
| 23.     | 22 lutego | 2014 | Soczi       | Slalom równoległy | Julia Dujmovits     |
| 15.     | 24 lutego | 2018 | Pjongczang  | Gigant Równoległy | Ester Ledecká       |
| 3.      | 8 lutego  | 2022 | Pekin       | Gigant Równoległy | Ester Ledecká       |

### Mistrzostwa świata
| Miejsce | Dzień       | Rok  | Miejscowość   | Konkurencja       | Zwyciężczyni              |
| ------- | ----------- | ---- | ------------- | ----------------- | ------------------------- |
| 34.     | 16 stycznia | 2007 | Arosa         | Gigant równoległy | Jekatierina Tudiegieszewa |
| 41.     | 17 stycznia | 2007 | Arosa         | Slalom równoległy | Heidi Neururer            |
| 30.     | 20 stycznia | 2009 | Gangwon       | Gigant równoległy | Marion Kreiner            |
| 21.     | 21 stycznia | 2009 | Gangwon       | Slalom równoległy | Fränzi Mägert-Kohli       |
| 23.     | 19 stycznia | 2011 | La Molina     | Gigant równoległy | Alona Zawarzina           |
| 23.     | 21 stycznia | 2011 | La Molina     | Slalom równoległy | Hilde-Katrine Engeli      |
| 33.     | 25 stycznia | 2013 | Stoneham      | Gigant równoległy | Isabella Laböck           |
| 22.     | 27 stycznia | 2013 | Stoneham      | Slalom równoległy | Jekatierina Tudiegieszewa |
| 24.     | 22 stycznia | 2015 | Kreischberg   | Slalom równoległy | Ester Ledecká             |
| 32.     | 23 stycznia | 2015 | Kreischberg   | Gigant równoległy | Claudia Riegler           |
| 22.     | 15 marca    | 2017 | Sierra Nevada | Slalom równoległy | Daniela Ulbing            |
| 28.     | 16 marca    | 2017 | Sierra Nevada | Gigant równoległy | Ester Ledecká             |
| 31.     | 4 lutego    | 2019 | Park City     | Gigant równoległy | Selina Jörg               |
| 31.     | 5 lutego    | 2019 | Park City     | Slalom równoległy | Julie Zogg                |

### Puchar Świata

#### Miejsca w klasyfikacji generalnej
- sezon 2005/2006: 168.
- sezon 2006/2007: 112.
- sezon 2007/2008: 68.
- sezon 2008/2009: 97.
- sezon 2009/2010: 80.
  - PAR[2]
- sezon 2010/2011: 33.
- sezon 2011/2012: 24.
- sezon 2012/2013: 30.
- sezon 2013/2014: 36.
- sezon 2014/2015: 22.
- sezon 2015/2016: 35.
- sezon 2016/2017: 34.
- sezon 2017/2018: 15.
- sezon 2018/2019: 16.
- sezon 2019/2020: 14.
- sezon 2021/2022:

#### Miejsca na podium w zawodach
Kotnik nie stanęła na podium zawodów PŚ.